# 160 î.Hr.

## Decese
- Lucius Aemilius Paullus Macedonicus, conducător militar și politician roman (n.c. 229 î.Hr.)